# Zak Penn

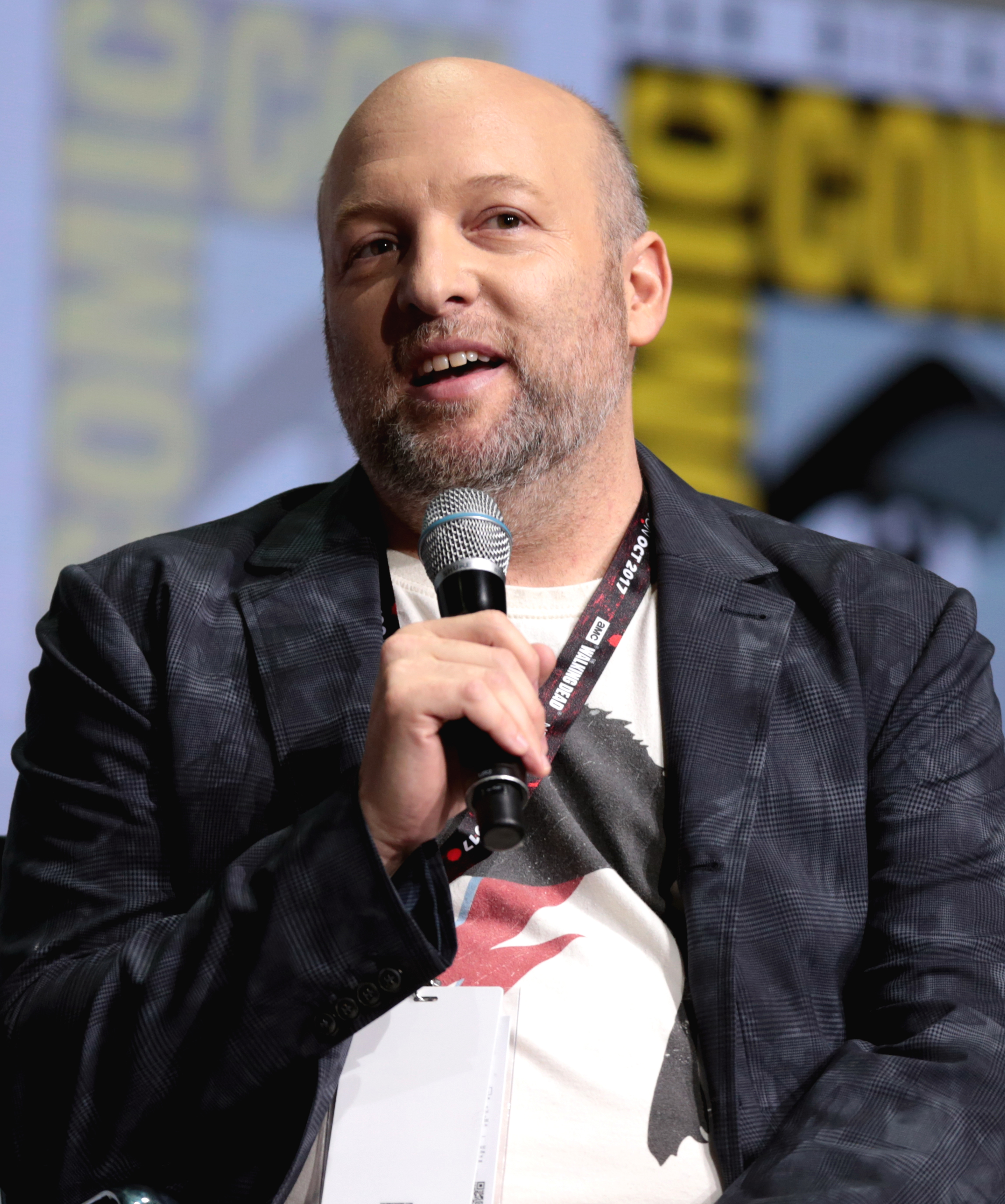
Zak Penn auf der Comic-Con in San Diego 2017

Zak Penn (* 1968) ist ein US-amerikanischer Drehbuchautor, Filmproduzent, Schauspieler und Filmregisseur. Ein Schwerpunkt seiner Arbeit liegt auf Comicverfilmungen.

## Leben
Penn graduierte 1990 an der Wesleyan University.
2004 gewann er bei dem Seattle International Film Festival den New American Cinema Award für Incident at Loch Ness. Zuvor war er schon 1994 für eine Goldene Himbeere in der Kategorie schlechtestes Drehbuch für Last Action Hero, 2002 für den ALMA Award in der Kategorie Outstanding Screenplay (Original or Adapted) für Im Fadenkreuz – Allein gegen alle (Behind Enemy Lines) und 2004 für einen Daytime Emmy in der Kategorie Outstanding Special Class Animated Program für Ozzy & Drix nominiert.
Darüber hinaus arbeitete Penn an den Drehbüchern zu Der unglaubliche Hulk, Marvel’s The Avengers oder Ready Player One.
Die seit 2011 ausgestrahlte Fernsehserie Alphas wurde von Penn entwickelt. 2014 entstand unter seiner Regie der Dokumentarfilm Atari: Game Over über die Atari Video Game Burial.

## Filmografie (Auswahl)

### Drehbuch
- 1993: Last Action Hero
- 1994: PCU
- 1999: Inspektor Gadget (Inspector Gadget)
- 2001: Im Fadenkreuz – Allein gegen alle (Behind Enemy Lines)
- 2003: X-Men 2 (X2)
- 2004: Zwischenfall am Loch Ness (Incident at Loch Ness)
- 2004: Suspect Zero
- 2005: Elektra
- 2005: Fantastic Four
- 2006: X-Men: Der letzte Widerstand (X-Men: The Last Stand)
- 2007: The Grand
- 2008: Der unglaubliche Hulk (The Incredible Hulk)
- 2012: Marvel’s The Avengers (The Avengers)
- 2018: Ready Player One
- 2021: Free Guy

### Produzent
- 2001: Osmosis Jones
- 2004: Zwischenfall am Loch Ness (Incident at Loch Ness)
- 2007: The Grand

### Darsteller
- 1993: PCU
- 1997: Star Maps
- 2000: Chuck & Buck
- 2001: Osmosis Jones
- 2004: Zwischenfall am Loch Ness (Incident at Loch Ness)
- 2014: Atari: Game Over (Dokumentarfilm)

### Regisseur
- 2004: Zwischenfall am Loch Ness (Incident at Loch Ness)
- 2007: The Grand
- 2014: Atari: Game Over (Dokumentarfilm)